# Adad-shuma-iddina
Adad-shuma-iddina est un roi de Babylone de la dynastie kassite, qui a régné de 1222 à 1217 av. J.-C. Il doit comme ses prédécesseurs sa montée sur le trône à la volonté du roi assyrien Tukulti-Ninurta Ier qui avait pris Babylone en 1225 et exerçait depuis une souveraineté sur cette ville. Adad-shuma-iddina doit subir une attaque des Élamites emmenés par leur roi Kidin-Hutran qui pillent les villes d'Isin et de Marad. Peu après, le roi babylonien est renversé par Adad-shum-usur, le fils du roi de Babylone qui avait été vaincu par Tukulti-Ninurta, mettant fin à la suzeraineté de ce dernier sur la Babylonie.